# Romeo and Juliet (chanson)
Pour les articles homonymes, voir Roméo et Juliette (homonymie).
Singles de Dire Straits
Lady Writer
(1979) Skateaway
Pistes de Making Movies
Tunnel of Love Skateaway
Romeo and Juliet est une chanson du groupe rock britannique Dire Straits. Elle a été écrite par Mark Knopfler et a été enregistrée sur l'album Making Movies en 1980. Ce titre est paru en single en 1981.
On retrouve Romeo and Juliet sur d'autres albums du groupe : sur les albums en concert Alchemy et On the Night, ainsi que sur les compilations : Money for Nothing, Sultans of Swing: The Very Best of Dire Straits, et Private Investigations - The Best of Mark Knopfler & Dire Straits. Cette chanson est aussi présente sur l'album Real Live Roadrunning en duo avec Emmylou Harris.

## Structure et texte
À cette époque, Dire Straits a imposé son rock à l'ancienne à travers deux albums, Dire Straits (1978) qui contient l'extraordinaire Sultans of swing et Down to the waterline, et Communiqué (1979) avec Lady Writer, Portobello Belle ou Once upon a time in the West. Le groupe repose surtout sur la personnalité de son leader, Mark Knopfler qui, en plus d'être un virtuose de la guitare et le roi du picking sur sa Stratocaster rouge, compose et écrit tous les titres de Dire Straits. Alors que le punk, le disco, le funk ou le heavy metal sont tendances, que la new-wave et la musique electro pointent le bout de leurs notes, Dire Straits navigue à contre-courant et réussit à imposer la présence de ses deux albums (dont la sortie est pourtant séparée par huit mois) dans plusieurs charts européens. En Allemagne, pendant plusieurs semaines, Communiqué est n° 1 et Dire Straits n° 3... Le Communiqué Tour avec ses 58 dates en Europe et aux Etats-Unis entre février et décembre 1979, a été un franc succès 
Une des pièces de l'album est une chanson d'amour qui va plutôt à l'encontre de ce que Dire Straits a proposé jusqu'alors. Intitulée Romeo & Juliet, en référence évidente à l'oeuvre de William Shakespeare, la chanson parle pourtant non pas d'un amour rendu impossible par la rivalité de deux clans mais bien d'un amour perdu, devenu impossible à cause de comportements matérialistes qui préfigurent la façon de vivre qui va apparaître dans cette décennie de surconsommation. Le Roméo de Dire Straits a été abandonné par sa Juliette et sombre dans une mélancolie qui lui rappelle des moments heureux (You said I love you like the stars above, I'll love you till I die - Tu disais je t'aime comme les étoiles là-haut. Je t'aimerais jusqu'à ma mort) mais lointains et sans espoirs (And all I do is miss you and the way we used to be - Et tout ce que je fais c'est être en manque de toi et de ce que nous étions). Il se rend pourtant compte que leur histoire était vouée à l'échec dès le départ tant ils sont différents. Elle est vénale (When you can fall for chains of silver, you can fall for chains of gold - Si tu peux succomber à des chaines en argent, tu peux succomber à des chaines en or) et n'a qu'une ambition, sortir de la misère dans laquelle elle est née (Come upon different streets they both were streets of shame. Both dirty, both mean... - Nous venions de rues différentes, elles étaient toutes les deux des rues de la honte, Toutes les deux sales, toutes les deux misérables...) et lorsqu'elle y parvient, elle l'abandonne (And now your dream is real, how can you look at me if I was just another of your deal - Et maintenant que ton rêve est réalité, comment peux-tu me regarder comme si je n'étais qu'une autre de tes conquêtes).
Musicalement, Romeo & Juliet s'ouvre sur un arpège de guitare très doux et repose sur un tempo de 60 bpm sur les couplets pour migrer vers des accords nettement plus rapides sur le refrain. Le titre ne connaîtra qu'un succès moyen lors de sa sortie en single, en janvier 1981. C'est probablement dû au fait que l'album Making Movies est sorti quelques mois plus tôt, en octobre 1980, et qu'il a cartonné, devenant disque d'or au Royaume Uni, en France, en Allemagne et aux Etats-Unis. Habituellement, les singles sortent avant l'album, comme un avant goût de celui-ci. Mais, dans ce cas, l'album est sorti avant les singles (Romeo & Juliet, Tunnel of love et Expresso Love ) qui ne seront jamais des succès commerciaux. Cela n'empêche pas Romeo & Juliet d'être un classique de Dire Straits, repris dans tous les concerts et sur toutes les compilations...

## Reprises
Cette chanson a été reprise plusieurs fois, notamment par The Killers (dans Sawdust), The Indigo Girls (dans Rites of Passage), Matt Nathanson (dans At the Point (live)), Cliff Eberhardt (dans Mona Lisa Café) et Edwin McCain (dans The Austin Sessions).